# Futbol a Estònia

El futbol a Estònia és organitzat per l'Associació Estoniana de Futbol (Eesti Jalgpalli Liit).

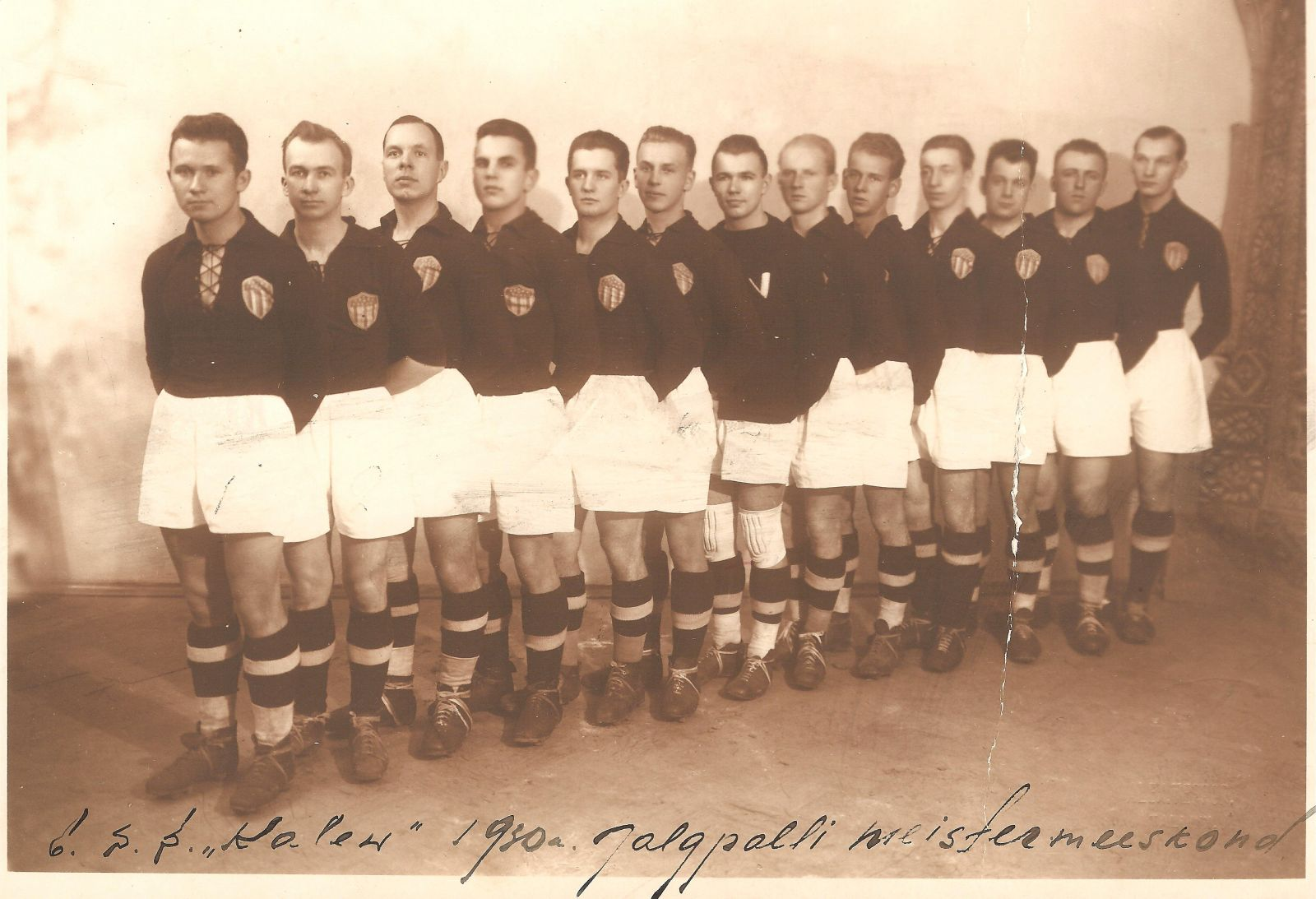
Kalev Tallinn el 1930.

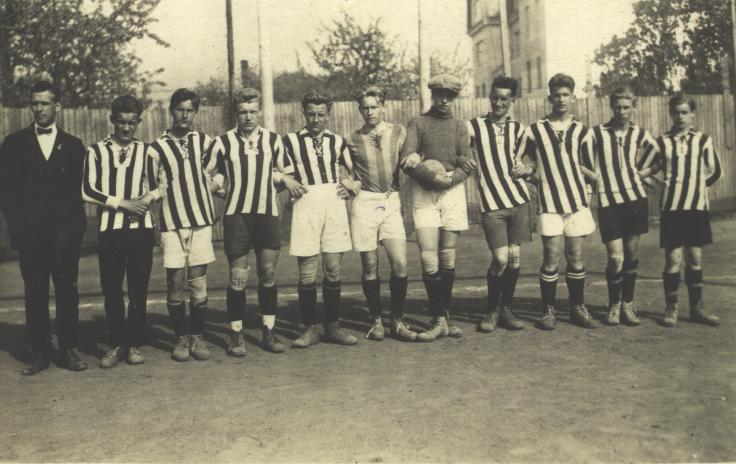
Sport Tallinn.

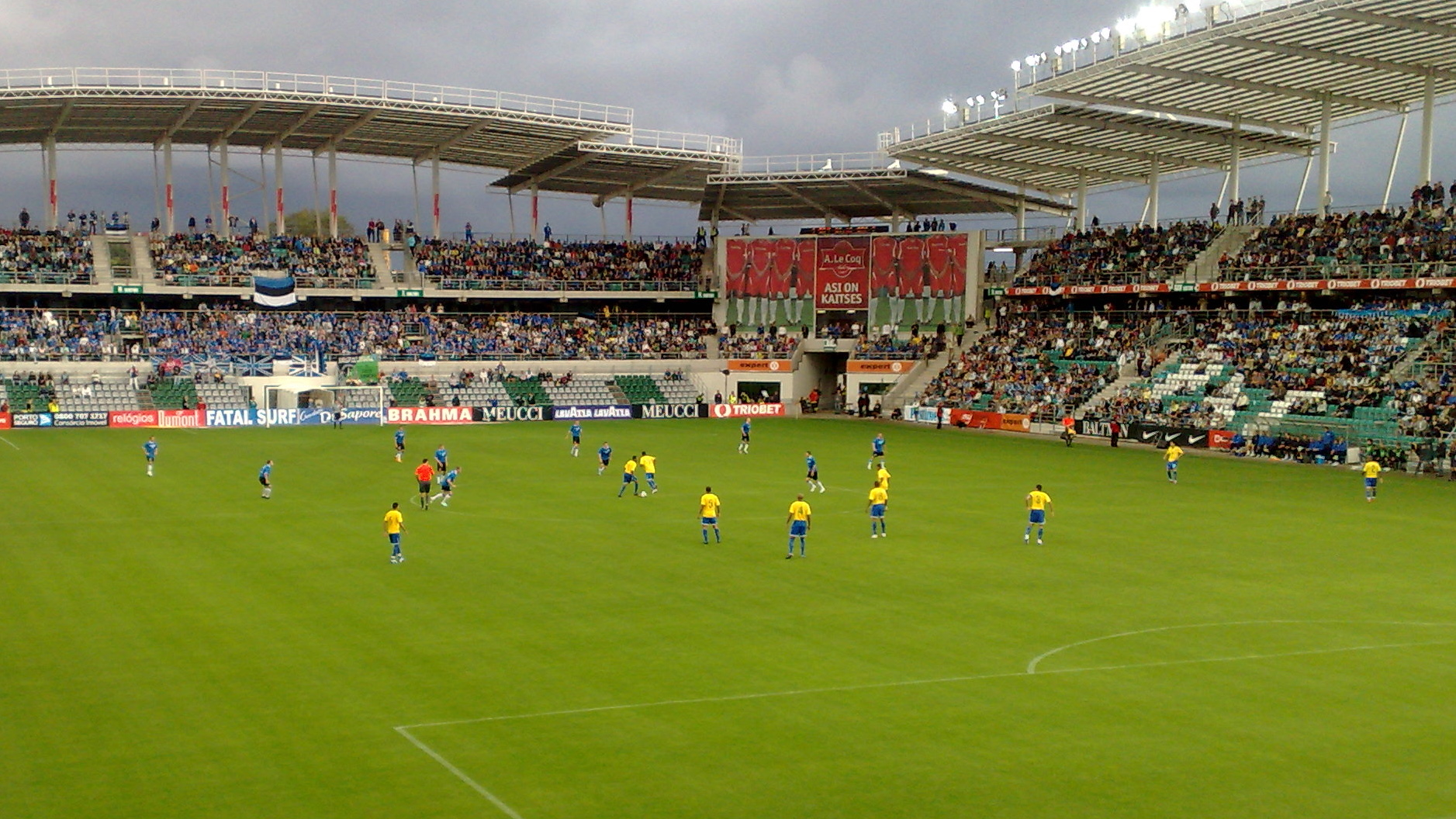
Partit entre Estònia i el Brasil el 2009.

## Competicions
- Lliga:[3][4]
  - Meistriliiga
  - Esiliiga
  - Esiliiga B
  - II Liiga
  - III Liiga
  - IV Liiga
- Copa estoniana de futbol
- Supercopa estoniana de futbol

## Principals clubs
Clubs amb més títols nacionals:
- FC Flora Tallinn
- MTÜ SK FC Levadia Tallinn
- Nõmme Kalju FC
- FC Lantana Tallinn
- FC Norma Tallinn
- FC TVMK Tallinn
- FC Infonet Tallinn
- SK Tallinna Sport
- JK Tallinna Kalev
- Tallinna Jalgpalli Klubi
- JS Estonia Tallinn
- Tallinna JK Dünamo
- JK Eesti Põlevkivi Jõhvi
- FC Nikol Tallinn
- JK Tallinna Sadam
- JK Narva Trans

## Jugadors destacats
Fonts:
Des de 1920
- Eduard Eelma
- Heinrich Paal
- Arnold Pihlak

Des de 1930
- Richard Kuremaa
- Georg Siimenson
- Karl-Rudolf Silberg-Sillak
- Evald Tipner

Des de 1960
- Mati Gilden
- Rein Jauk
- Georgi Rjabov

Des de 1980
- Urmas Hepner
- Urmas Kaljend

Des de 1990
- Valeri Karpin
- Urmas Kirs
- Marko Kristal
- Marek Lemsalu

Des de 2000
- Aleksandr Dmitrijev
- Tarmo Kink
- Joel Lindpere
- Andres Oper
- Raio Piiroja
- Mart Poom
- Taavi Rähn
- Martin Reim
- Urmas Rooba
- Andrei Stepanov
- Sergei Terehhov
- Indrek Zelinski

Des de 2010
- Enar Jaager
- Ragnar Klavan
- Konstantin Vassiljev

## Principals estadis

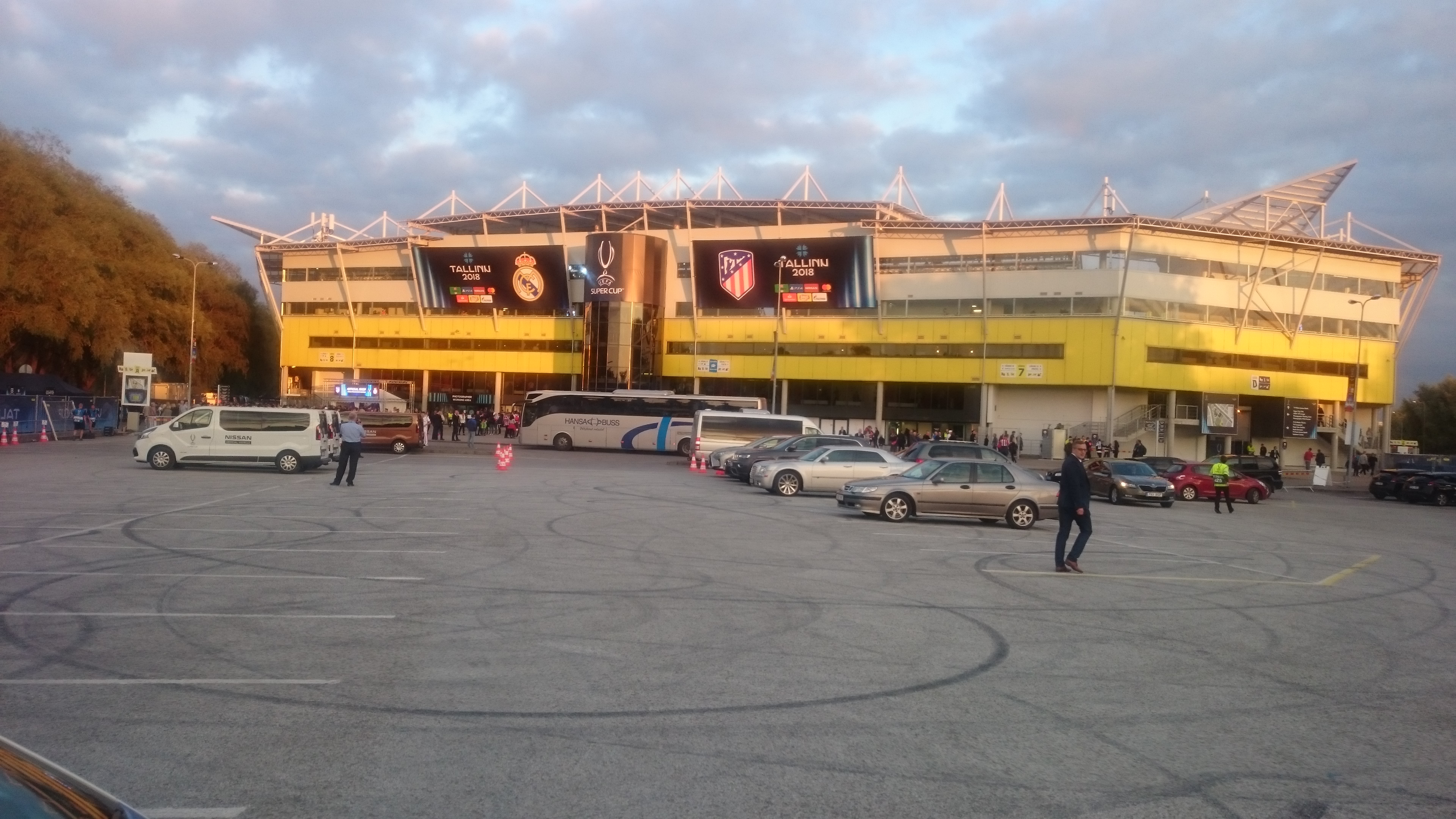
A. Le Coq Arena.

| # | Estadi                             | Capacitat | Ciutat   |
| - | ---------------------------------- | --------- | -------- |
| 1 | A. Le Coq Arena (Estadi Lilleküla) | 15.000    | Tallinn  |
| 2 | Kalevi Keskstaadion                | 12.000    | Tallinn  |
| 3 | Estadi Kadriorg                    | 5.000     | Tallinn  |
| 4 | Estadi Tehvandi                    | 3.200     | Otepää   |
| 5 | Viljandi linnastaadion             | 2,506     | Viljandi |